# Edgar Landherr
Edgar Hans Günther Landherr (* 14. April 1945 in Windsheim, Bayern) ist ein deutscher Künstler.

## Leben
Landherr wurde durch die Kriegswirren am Ende des 2. Weltkriegs auf der Flucht in Windsheim geboren. Auf der Zugfahrt von Mannheim nach Nürnberg wurde der Zug bombardiert und seiner im siebten Monat schwangeren Mutter Alma in den Kopf geschossen. Seine Mutter überlebte wie durch ein Wunder. Nach schweren Kopfoperationen brachte die Mannheimerin im April 1945 ihren Sohn im Krankenhaus des damaligen Windsheim, heutigen Bad Windsheim, zur Welt. Dies geschah während der Evakuierung seiner schwangeren Mutter und seiner damals fünfjährigen Schwester, die bei diesem Manöver für 3 Tage verloren ging.
Landherr wuchs in Mannheim auf. Lebte in Ludwigshafen, des Weiteren in Altrip (Rhein-Pfalz Kreis), immer wieder und auch gegenwärtig in Mannheim. Sein Atelier befindet sich in einer Industriehalle in Ludwigshafen. Edgar Landherr versteht sich als Künstler der europäischen Metropolregion Rhein-Neckar. Seine erste Einzelausstellung hatte er mit 7 Jahren in seiner damaligen Schule in Mannheim-Käfertal. Mit 13 Jahren suchten seine Lehrer das Gespräch mit seinen Eltern, um ihn auf die Kunstakademie Karlsruhe zu schicken. Diese gaben hierfür jedoch keine Erlaubnis, da sie wollten, dass Landherr einen bürgerlichen Beruf ergreift. Er machte eine Ausbildung zum Kfz-Mechaniker. Mit 18 Jahren verpflichtete er sich bei einer Sondereinheit der Bundeswehr in Trier, um frühzeitig seinem Elternhaus zu entfliehen. Von 1964 bis 2008 war Landherr auch im Schichtdienst bei der BASF in Ludwigshafen tätig und arbeite als Industriemeister im Fachbereich Chemie. Die Arbeitszeiten ermöglichten ihm tagsüber in seinem Atelier zu arbeiten. Heute arbeitet er freischaffend.
Über den Lauf der Jahre hat er im Bereich der Malerei, Grafik oder Zeichnung alle Techniken angewandt und seine Werke in vielen Ausstellungen in der  Region Rhein-Neckar aber auch außerhalb Deutschlands, etwa in Spanien präsentiert. Seine Lehrmeister waren dabei Erich Rockenbach und Reinhold Riedel.
Edgar Landherr ist verheiratet und hat drei Söhne.